# Peter Clausen
Peter Clausen (ur. ok. 1801 w Kopenhadze, zm. ok. 1872 w Londynie), często błędnie pisany jako Peter Claussen, znany również jako Pedro Claudio Clausen i Pedro Dinamarquez Clausen – duński przyrodnik.

## Życiorys i praca naukowa
Daty jego urodzenia i śmierci nie są dokładnie znane, czasami są rejestrowane jako 1804–1855 lub 1801–1872.
Ścigany za oszustwo wyemigrował do Brazylii, gdzie wraz z armią Don Pedro Pierwszego dotarł do Rio de Janeiro. Początkowo zaciągnął się do armii jako zwykły żołnierz, potem utrzymywał się z handlu. W latach 1825–1828 podczas wojny Argentyny z Brazylią był szpiegiem. Później mieszkał jako kupiec w prowincji Cachoeira do Campo, w stanie Minas Gerais, gdzie został właścicielem farmy w północnej dzielnicy Curvelo, kilka dni drogi na północ od Lagoa Santa. W latach 1833–35 podczas swojej wielkiej podróży po brazylijskich wsiach miał okazję spotkać duńskiego przyrodnika Petera Wilhelma Lunda w towarzystwie niemieckiego botanika Ludwiga Riedla. Wówczas używał nazwiska Pedro Claudio Dinamarquez” i przebywał na farmie Lunda „Porteirinho” przez około tydzień. To spotkanie okazało się punktem zwrotnym w życiu zarówno Lunda, jak i Clausena. W gospodarstwie znajdowały się jaskinie na wapiennych wzgórzach, które były wykorzystywane przez miejscową ludność do produkcji nawozów. Podczas penetracji tych jaskiń znaleźli w nich liczne szczątki skamieniałości. Badania nad nimi połączyły Lunda na zawsze z śródlądową Brazylią. Z powodów komercyjnych znajomość Clausena z Lundem uczyniła go kolekcjonerem historii naturalnej, zarówno roślin, jak i zwierząt kopalnych. W 1843 towarzyszył Francisowi de Castelnau w jego wyprawie do Ameryki Południowej. Po powrocie do Europy zaczął cierpieć na problemy psychiczne i został przewieziony do szpitala w Dartford w Londynie, gdzie zmarł w 1855 roku.
Jego zbiory botaniczne znajdują się w wielu europejskich zielnikach. Sprzedał skamieniałości zwierzęce British Museum i Jardin des Plantes we Francji. Później opublikował artykuł o geologii Minas Gerais w L'Académie Royale des Sciences, des Lettres et des Beaux-Arts de Belgique. Pracował z Jules’em Paulem Benjaminem Delessertem.
W naukowych nazwach utworzonych przez niego taksonów dodawane jest jego nazwisko Clausen.